# Deutsch-Wagram
Pour les articles homonymes, voir Wagram.
Deutsch-Wagram est une ville autrichienne du district de Gänserndorf dans le Land de Basse-Autriche.

## Géographie
La ville fait partie de la région historique du Weinviertel. Elle se trouve sur la rivière Rußbach dans la plaine de la Morava (Marchfeld), à la limite nord-ouest de Vienne. 

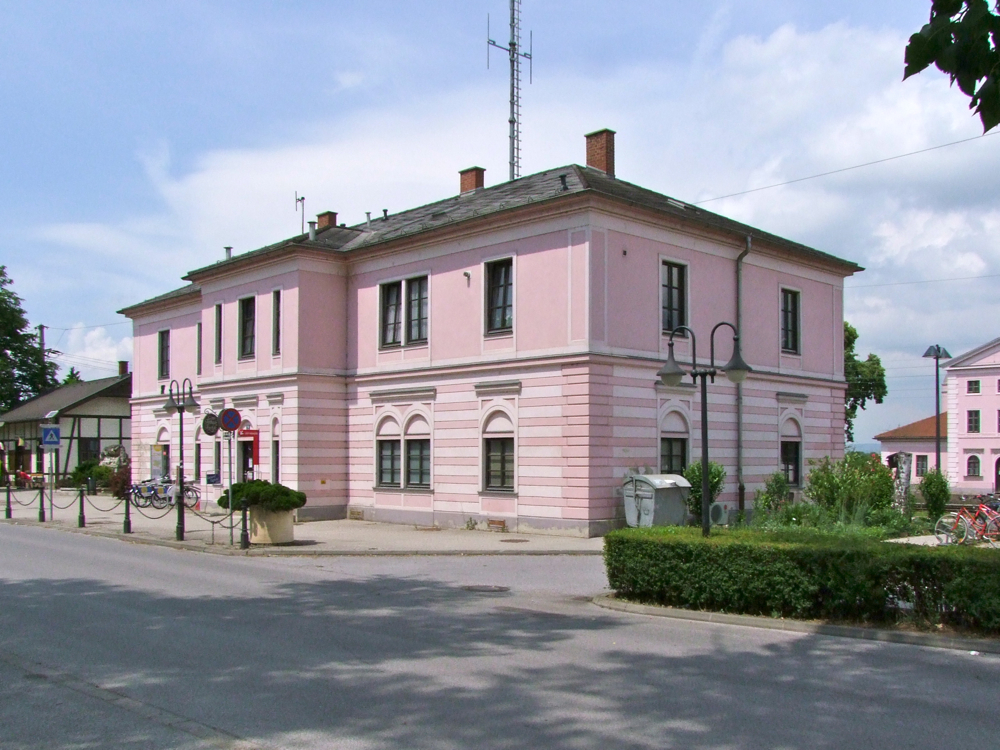
La gare de Deutsch-Wagram.

Le territoire communal est traversé par la ligne ferroviaire de la Nordbahn reliant Vienne à Břeclav en Tchéquie. La gare de Deutsch-Wagram, inaugurée le 23 novembre 1837, se trouve raccordée au réseau urbain de la S-Bahn de Vienne.

## Histoire
Le nom de Wagram vient de l'allemand Wogengrenze (wac = Woge = houle, vague, ram/rain = Grenze = frontière, limite), similaire à la pente du Wagram près de Krems à environ 50 km à l'ouest. La première mention figure dans un registre foncier de 1258, lorsque le duché d'Autriche était sous la domination du roi Ottokar II de Bohême. La fondation du village remonte à la colonisation germanique dans le margraviat d'Autriche au XIe et au XIIe siècle. Le nom Deutsch allait être ajouté au milieu du XVIe siècle après la fondation de Wagram-sur-le-Danube (aujourd'hui un quartier d'Eckartsau).
Pendant les guerres napoléoniennes, le voisinage de Deutsch-Wagram fut la principale zone de combats de la bataille de Wagram qui a eu lieu du 5 au 6 juillet 1809. Les deux jours de lutte ont vu s'imposer la Grande Armée française, sous le commandement de Napoléon Ier face à l'armée impériale autrichienne commandée par l'archiduc Charles-Louis d'Autriche-Teschen. 
La commune fut promue au rang d'une ville en 1984.

## Jumelages
La ville de Deutsch-Wagram est jumelée avec :
- Calheta de São Miguel (Cap-Vert)
- Gbely (Slovaquie)

## Personnalités
- Thomas Forstner (né en 1969), chanteur.
- Jürgen Melzer (né en 1981 à Vienne), ancien joueur de tennis est résidant dans la ville. Son père Rudolph Melzer était maire de la ville.